# Gastonia (dinosaurie)
Gastonia var ett släkte av växtätande pansardinosaurier som levde under kritaperioden för 135 miljoner år sedan i Nordamerika. 
Den tillhörde gruppen "Nodosauridae" inom ankylosaurierna och kunde bli 5 m lång. Den var en tungt bepansrad dinosaurie. Stora delar av ryggen och svansen var försedda med vassa taggar, de längsta kunde bli runt 30 cm långa. Gastonia var väl lämpad för självförsvar. Dock hade den ingen svansklubba, vilket de samtida släktingarna Ankylosaurus och Euoplocephalus hade. De två sistnämnda var dessutom mycket större och kraftigare.
Släktet Gastonia beskrevs första gången 1998 efter ett fynd i området Yellow Cat i Utah, USA. Åtminstone tio individer har idag lokaliserats i området och gastionia är därmed det släkte inom ankylosaurierna som har mest komplett insamlat material.